# 민종식
민종식(閔宗植, 1861 ~ 1917)은 조선 말기의 의병장이다. 자는 윤조(允朝), 본관은 여흥으로 명성황후의 척족이다.

## 생애
1861년 3월 경기도 여주에서 민영상의 아들로 출생했다. 1882년 고종 때 별시 문과에서 병과로 급제하여 이조참판까지 역임했다. 그러나 1895년 명성황후가 시해된 을미사변 등이 일어나자 벼슬을 사임하고 충남 정산에 낙향하였다. 

## 의병활동
1905년 을사늑약이 체결되자 분개하여 항일운동을 위해 고종의 허락을 받아 의병을 일으키려 하였다. 그러나 일본 헌병대에 노출되어 동지 이설과 김복한이 체포되고 상소문도 빼앗겼다. 충남 정산으로 돌아가 의병 봉기를 계획했고 을미의병의 주도자였던 안병찬 등이 함께하여 민종식은 의병장이 되었다. 가산을 팔아 군용품을 준비했다. 1906년 홍주에서 약 600여명의 의병을 일으켜 홍주성을 공격했으나 패하였다. 합천 인근에서 관군과 일본군의 공격으로 안병찬 등이 체포되었고 민종식과 의병들은 흩어졌다. 이후 홍산에서 다시 의병을 모아 서천읍과 남포읍성 등을 공격하여 승리했다. 일본군과 홍주성 전투에서 승리하여 점령하자 소식을 들은 각지 의병이 모여들어 1200명여 명이 되었다. 일본군은 공주에서 병력을 지원 받아 홍주성을 몇 차례 공격했으나 이기지 못했다. 이에 일본군 보병 2개 중대를 비롯한 군대가 파견되어 홍주성을 공격하여 탈환했다. 의병과 양민 수백명이 죽고 민종식은 탈출하였다. 민종식은 정산 일대에서 다시 의병을 모아 예산을 공격하려 하였으나 밀고로 일본 헌병 등의 습격을 받아 동지들이 체포되었다. 공주로 피신했던 민종식은 체포되어 사형을 선고 받았다. 선고 다음날 내각회의에서 종신유배형으로 감형되어 진도에 유배되었다가 융희황제의 즉위 특사로 석방되었다. 석방 후 행적은 알려진 바 없다. 1917년 6월 26일 56세로 사망했다.

## 서훈
- 1962년 건국훈장 대통령장이 추서되었다.

## 같이 보기
- 독립유공자로 대통령장을 수여받은 사람

## 참고 자료
- 민종식 : 독립유공자 공훈록 - 국가보훈처
- “이달의 독립운동가 민종식”. 《공훈전자사료관》.